# Berlin Recycling Volleys
Berlin Recycling Volleys njemački je odbojkaški klub iz Berlina. Natječe se u njemačkoj odbojkaškoj Bundesligi.
Osmerostruki su prvaci Njemačke i četverostruki osvajači DVV-Pokala (Njemačkoga kupa). Najveći uspjeh u klupskoj povijesti ostvaren je osvajanjem Kupa Europske odbojkaške federacije (Kupa CEV-a) 2016. godine.
Najveći klupski protivnik je odbojkaški klub VfB Friedrichshafen. Domaće utakmice igraju u Dvorani Max-Schmeling.

## Vanjske poveznice
- Službene klupske stranice (njem.)